# Wim van Saarloos
Wim van Saarloos (Franeker, 28 maart 1955) is een Nederlands theoretische natuurkundige, hoogleraar aan de Universiteit Leiden en tussen juni 2018 en juni 2020 president van de Koninklijke Nederlandse Akademie van Wetenschappen (KNAW).

## Biografie
Van Saarloos studeerde van 1973 tot 1978 natuurkunde aan de Technische Universiteit Delft en van 1978 tot 1982 aan de Universiteit Leiden, alwaar hij onder Peter Mazur cum laude promoveerde op het proefschrift On nonlinear hydrodynamic fluctuations. Na zijn promotie ging hij naar de Verenigde Staten. Hij was als onderzoeker werkzaam op de afdeling Material Science van AT&T Bell Laboratories in Murray Hill. In 1991 keerde hij terug naar Nederland waar hij hoogleraar Theoretische Natuurkunde werd in Leiden.
In 2009 werd hij directeur van de Stichting voor Fundamenteel Onderzoek der Materie (FOM). Bij Nederlandse Organisatie voor Wetenschappelijk Onderzoek (NWO) had Van Saarloos van juni 2015 tot het najaar van 2016 de leiding over de reorganisatie van deze wetenschapsorganisatie. In 2017 werd hij opnieuw hoogleraar aan de Universiteit Leiden. Op 1 juni 2018 volgde hij José van Dijck op als president van de KNAW, een functie die hij tot juni 2020 uitoefende.